# 489603 Kurtschreckling
489603 Kurtschreckling este o planetă minoră (asteroid) din centura de asteroizi. A fost descoperită pe 13 octombrie 2007 la Gaisberg⁠(d) de Richard Gierlinger⁠(d). 
Obiectul prezintă o orbită caracterizată de o semiaxă mare de 2,8680776154896 UAi, o excentricitate de 0,21, o înclinație de 1,1 ° în raport cu ecliptica.